# Македонская фаланга

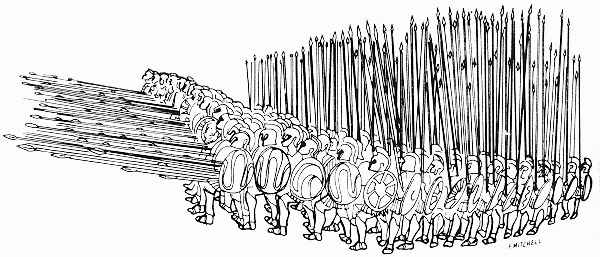
Македонская фаланга

Македонская фаланга — боевое построение пехоты в войске древней Македонии с IV до начала II в. до н. э.
Военнослужащие, в Древней Греции, составлявшие строй «Фаланга» назывались Гопли́ты, а в македонском войске — Фалангитами (Φαλαγγῖται), и это были свободные, но не благородные македоняне. 

## История
Благодаря Александру Македонскому фаланга приобрела репутацию непобедимой ударной силы, сметающей всех и всё на своём пути. Однако Филипп II, создатель македонской фаланги в середине IV в. до н. э., выучил своих подданных биться в строю из практических соображений ― снарядить к бою фалангита было куда дешевле, чем обычного пехотинца; кроме того, фалангитам требовалось меньше тренировок, достаточно было правильно научиться пользоваться копьем и биться в строю. В прямоугольное каре умели строиться даже дикие иллирийцы под предводительством Бардилла. Афинский стратег Ификрат, осознав эффективность плотного построения, вооружал своих гоплитов длинными копьями и облегчёнными круглыми щитами. Филипп II организовал македонцев в полки, спаял дисциплиной и изнурительными тренировками, равно как и постоянными походами, выучил биться в строю и снабдил вооружением, подобным вооружению гоплитов Ификрата.
Арриан дает описание того, как из персов-новобранцев, каждый из которых по отдельности ничего не значил, Александр создавал фалангу:
«Командиром при каждом лохе [отделении из 16 бойцов] назначил македонца, над ним македонца „двудольника“ и „десятистатерника“ (так называли воина по жалованью, которое он получал: оно было меньше жалованья „двудольника“ и больше обычного солдатского). Под их началом, таким образом, было 12 персов и замыкающий лох македонец, тоже „десятистатерник“, так что в лохе находилось четыре македонца, отличённых — трое жалованьем, а один властью над лохом, и 12 персов. Вооружение у македонцев было своё, национальное; одни из персов были лучниками, другие имели дротики.»
Таким образом достаточно иметь только четверть опытных и хорошо вооружённых воинов, чтобы вся фаланга превращалась в грозную силу. Сила фаланги заключается не в героизме отдельных личностей, как практиковалось у эллинов, а в подчинении всех личностей на решение боевой задачи. В рядах фаланги трудно прославиться подвигом, но и трусом тоже не стать.

## Организационная структура
Не осталось указаний современников на численный состав и структуру македонской фаланги времен Филиппа II и Александра Великого, все неполные сведения сообщаются авторами римского и византийского времени. Александр задействовал в своих битвах 6 полков педзетайров (др.-греч. πεζεταιροι), «пеших товарищей», так называли бойцов фаланги. Полк (античные авторы именуют полки фалангами или таксисами (др.-греч. ταξεις)) являлся основной тактической единицей фаланги на поле боя. Его численность, видимо, могла меняться, и по косвенным оценкам составляет не менее 1500 человек. Комплектовались полки территориально, Диодор сообщает о таксисах из таких областей Македонии как Тимфея, Элимея, Орестида и Линкестида. Позднее Александр, вынужденный распылять силы по необъятной Азии, уменьшил полк до хилиархии, подразделения в 1000 человек, сохранив общую численность фаланги в 9 тысяч.
Поздние авторы в наставлениях указывают на желаемую численность фаланги в 16 тысяч бойцов, что относится скорее всего к теоретическим выкладкам, нежели действительным армиям. Сирийский царь Антиох в битве с римлянами во II в. до н. э. выставил фалангу македонского типа в 16 тысяч глубиной в 32 человека, однако разделена она была на 10 полков, что плохо согласуется с выкладками из тактических наставлений, но соответствует оценочной численности полков во времена Александра Великого. Фаланга македонского царя Филиппа V в те же времена насчитывала 20 тысяч воинов.
Базовой единицей фаланги являлся лох (лохос) (др.-греч. λόχος) ― ряд в глубину из 16 бойцов. Первый в ряду, лохаг (или протостат), действует во фронте и направляет лох; последний, ураг, замыкает ряд и следит за действиями бойцов. Византийский Аноним VI века так написал о задачах замыкающего:	

«Ураги не должны уступать в мужестве и телесной силе тем, которые размещены во второй шеренге. В особенности ураги должны превосходить других опытностью и благоразумием, поскольку они предназначены, во-первых, для того, чтобы следить за солдатами, стоящими внутри ряда, и сплачивать их; во-вторых, для того, чтобы во время сражения подталкивать стоящих впереди, так чтобы фаланга оставалась плотной и непреодолимой для врагов; в-третьих, для того, чтобы в случае внезапного появления врагов в тылу фаланги они, повернувшись навстречу врагам, смогли бы выполнить функцию протостатов.»

Выделяется также полулохит, 9-й в ряду, который становится во фронт («к щиту»), когда глубина фаланги уменьшается до 8 человек. Именно такую глубину имела фаланга в битве при Иссе.
Из лохов возможно составить разные подразделения; в тактических наставлениях авторов римского времени приводятся разные конструкции, но наиболее вероятной представляется синтагма из 16 лохов (256 бойцов). В фильме О. Стоуна «Александр» полки строятся из синтагм, как наиболее управляемой единицы пехоты. Некоторые данные позволяют предположить, что полк фаланги делился на пентакосиархии (по 512 бойцов), что облегчает построение фаланги с глубиной в 32 человека. В таком случае пентакосиархия являлась предшественницей римской когорты.
Таксисы в линию образуют прямоугольник классической фаланги; Александр Великий однажды вел фалангу на врагов клином. В тактических наставлениях приводятся и другие варианты построения фаланги.

## Вооружение

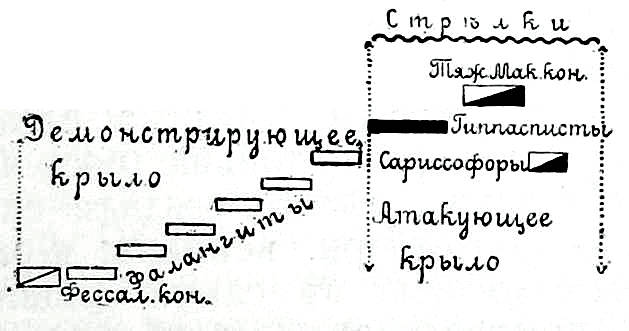
Македонский боевой порядок 1.
Рисунок из статьи «История военного искусства»
(«Военная энциклопедия Сытина»; 1913 год)

Основным оружием в плотном строю являлась сарисса, македонское название длинного копья, но при штурме укрепленных позиций фалангиты сражались копьями обычной длины и метали дротики. Полибий так описывает сариссу: древко длиной в 14 локтей (6.3 м), берется двумя руками таким образом, чтобы наконечник выступал на 10 локтей (ок. 4.5 м) от бойца. Элиан Тактик повторяет сведения Полибия, но замечает о переменной длине сарисс, самые короткие из которых длиной в 8 локтей.  Другие авторы определяют длину сариссы от 3 до 5.4 м.
Так как сариссу необходимо держать обеими руками, круглый слабовыпуклый щит из меди, или обитый медью, вешался на левый локоть и возможно на шейный ремень. Диаметр щита примерно 60 см. У фалангитов имелись также, хотя необязательно у всех, короткие мечи. Плутарх упоминает, что когда римляне развалили фалангу: «… македонцы безуспешно пытались короткими кинжалами пробить крепкие щиты римлян, закрывавшие даже ноги, и своими лёгкими щитами оборониться от их тяжёлых мечей, насквозь рассекавших все доспехи.» Элиан Тактик не упоминает о мечах. Полиен перечисляет следующую амуницию фалангита при Филиппе II: шлем, щит, поножи и копье, то есть возможно в то время панцирь и меч считались роскошью для простых пехотинцев.
Античные авторы говорят о педзетайрах как тяжеловооружённых воинах, что подразумевает наличие панциря. Полиен сообщает, Александр Великий, чтобы его солдаты боялись подставлять спины врагу, оставил в броне только пластину на груди. Из амфиполисской надписи о штрафах (2-я половина III в. до н. э.) за утерю амуниции следует, что впереди стоящий лохаг имел тяжелую кирасу, а остальные солдаты лоха защищались льняными доспехами, склеенными из слоев грубой ткани (линоторакс). Согласно военному наставлению Арриана, доспех фалангита представлял собой нагрудную броню, либо из цельной пластины, либо из железной кольчуги.

## Боевое применение

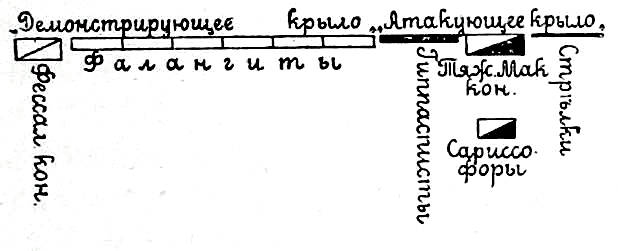
Македонский боевой порядок 2
Рисунок из статьи «История военного искусства»
(«Военная энциклопедия Сытина»; 1913 год)

Фаланга неповоротлива и малоподвижна, на поле боя ей отводилась роль сугубо сдерживающей силы, поскольку в лобовую прорвать строй фалангистов было практически невозможно. Но уже на пересечённой местности строй фаланги неизбежно расстраивался, фаланга теряла свои преимущества нерушимой стены, открывалась для ударов в тыл и во фланг, которые была неспособна отражать, и превращалась в обычную толпу людей.
В сражениях Филипп II и Александр Великий наносили решающий удар силами конницы в то время, когда основные силы врага вязли в безуспешных попытках взломать строй фаланги.
Как заметил один историк, фаланга служила наковальней Александру, кувалдой же была кавалерия. Нестройные толпы персов были бессильны перед правильным строем греков или македонян, но вот греческие наёмники персов или греческие отряды в Ламийской войне наносили педзейтарам тяжёлые потери, и только тактическое превосходство македонских полководцев не позволило грекам одерживать победы.
По фронту фалангит занимал примерно 0.9 м (2 локтя) в бою. Чтобы сдержать напор противника, фаланга смыкалась ещё теснее, буквально плечом к плечу, так что фалангит по фронту занимал около 0.5 м (1 локоть). В обычном построении фалангит занимал 4 локтя по фронту.
Полибий считает, что пять рядов фаланги выставляли сариссы вперед, а остальные держали их вертикально. По его расчетам в таком случае римский легионер «…должен противостоять 10 пикам, и это невозможно для одного человека прорубиться сквозь них, поскольку они выставлены тесно, и нет способов отвести их, так как задние ряды не в силах помочь переднему». По Полибию 1-й ряд пик выставлялся на 4.5 м от фаланги, 2-й ряд пик выступал на 3.6 м от фаланги и т. д., последний 5-й ряд выступал на 0.9 м.
Элиан Тактик упоминает и о переменной длине сарисс, когда пики первого ряда были короче остальных; увеличение длины шло вплоть до 3-го ряда, так что наконечники выступали на примерно одинаковом расстоянии от фаланги. Остальные воины в ряду должны были заменять убитых и раненых, а также создавали такую плотность строя, чтобы передние воины не имели возможности для бегства.
Византийский Аноним VI века указывает на неизменную длину копий в македонской фаланге:

«Копья первых четырёх шеренг должны выступать перед фронтом всего войска, и копья первой шеренги должны выступать впереди копий второй шеренги настолько, насколько первая шеренга стоит впереди второй, и далее по порядку точно таким же образом вплоть до четвёртой шеренги; в большинстве случаев в сомкнутой фаланге это расстояние составляет около одного локтя. Такое расположение копий называется македонским, поскольку известно, что его применяли македоняне […] Некоторые делали копья второй шеренги длиннее копий первой шеренги на указанную величину, так чтобы выдвижение копий первой и второй шеренг перед фронтом было одинаковым, благодаря чему можно было сражаться с врагами двумя копьями одновременно.»

По Анониму последние 4 солдата в ряду и на флангах должны быть вооружены такими же копьями, как и первые 4, чтобы иметь возможность отражать нападение с любой стороны. Остальные 8 солдат в лохе могли действовать дротиками и метательным оружием.
Силу фаланги описывает Плутарх:

«Македонцы в первых линиях успели вонзить острия своих сарисс в щиты римлян и, таким образом, сделались недосягаемы для их мечей… Римляне пытались мечами отбиться от сарисс, или пригнуть их к земле щитами, или оттолкнуть в сторону, схватив голыми руками, а македонцы, ещё крепче стиснув свои копья, насквозь пронзали нападающих, — ни щиты, ни панцири не могли защитить от удара сариссы.»

Слабость фаланги продемонстрировали римляне, атакуя не сплошной фронт, а разрывы в строю и фланги. Как пишет Плутарх о другом сражении:

«Поистине фаланга напоминает могучего зверя: она неуязвима до тех пор, пока представляет собою единое тело, но если её расчленить, каждый сражающийся лишается силы, потому что они сильны не каждый сам по себе, а взаимной поддержкой.»